# Drew Brandon
Drew Brandon (Corona, 11 maggio 1992) è un ex cestista statunitense, professionista in Europa.